# Rhododendron websterianum
Rhododendron websterianum är en ljungväxtart som beskrevs av Alfred Rehder och Wilson. Rhododendron websterianum ingår i släktet rododendron, och familjen ljungväxter. Utöver nominatformen finns också underarten R. w. yulongense.

## Bildgalleri

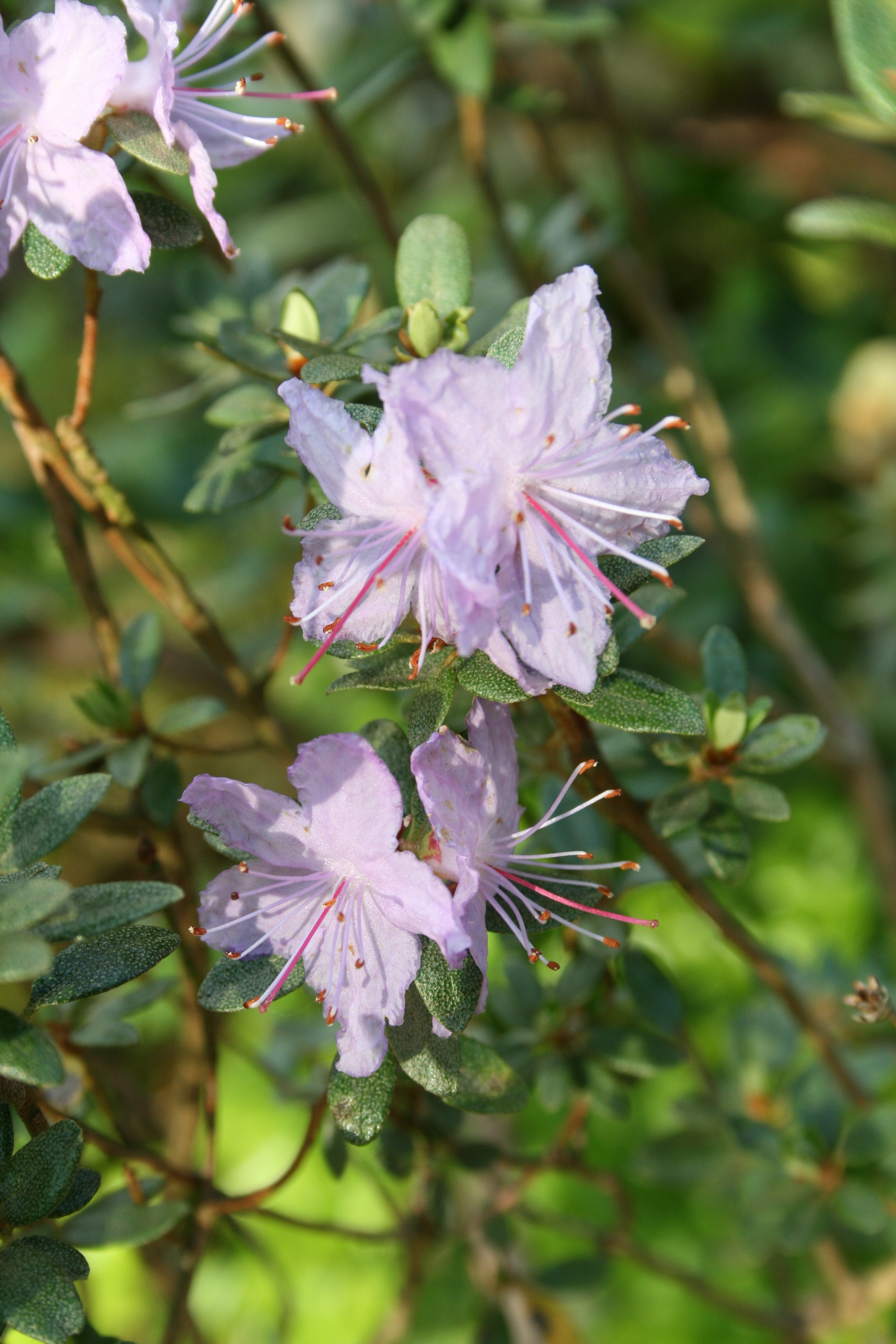